# G.I. Jane
G.I. Jane – amerykański film akcji z 1997 roku w reżyserii Ridleya Scotta. W roli głównej wystąpiła Demi Moore.

## Fabuła
Młoda kobieta pracuje w centrali wywiadowczej marynarki amerykańskiej. W senacie amerykańskim rozpoczyna się kampania za tym, by kobiety mogły służyć w jednostkach liniowych. Bohaterka otrzymuje propozycje, zgadza się – i zostaje przeniesiona do obozu ćwiczebnego.

## Obsada
- Demi Moore – porucznik Jordan O’Neil
- Viggo Mortensen – dowódca John James Urgayle
- Anne Bancroft – senator Lillian DeHaven
- Jason Beghe – Royce
- Daniel von Bargen – Theodore Hayes
- Scott Wilson – kapitan Salem
- John Michael Higgins – szef sztabu
- Kevin Gage – instruktor Max Pyro
- David Warshofsky – instruktor Johns
- David Vadim – sierżant Cortez
- Morris Chestnut – McCool
- Josh Hopkins – chorąży F. Lee 'Flea' Montgomery
- James Caviezel – 'Slov' Slovnik
- Boyd Kestner – 'Wick' Wickwire
- Angel David – Newberry
- Stephen Ramsey – Stan

## Produkcja
Zdjęcia kręcono w następujących lokacjach: Waszyngton, Jacksonville, Richmond, Beaufort, Kalifornia (Golden Gate National Recreation Area).

## Ciekawostki
- Tytuł filmu bezpośrednio nawiązuje do potocznego określenia amerykańskiego żołnierza: General (Government) Issue – ogólnego poboru do wojska amerykańskiego (porównaj z G.I. Joe). Drugi człon tytułu "Jane" dotyczy płci żeńskiej, kobiet-żołnierzy.